# Marie Fleischer
Marie Kathrine Fleischer (* 3. Juni 1980 in Uummannaq) ist eine grönländische Politikerin und Managerin.

## Leben
Marie Fleischer ist die Tochter des Funktionärs Hans Peter Fleischer († 1993) und der Wirtschaftsberaterin Grete Street. Sie besuchte die Universität von Grönland, wo sie ein Handelsdiplom in Organisation und Leitung erhielt. Am 3. August 2013 heiratete den Polizisten Knud Frederiksen (* 1976), mit dem sie einen 2008 geborenen Sohn hat.
Sie kandidierte bei der Parlamentswahl 2002 für die neugegründeten Demokraatit und wurde im Alter von 22 Jahren ins Inatsisartut gewählt. Bei der Wahl 2005 wurde sie wiedergewählt. 2007 wurde sie zur Lokalvorsitzenden der Demokraatit in Nuuk gewählt. Im Mai 2008 trat sie bei den Demokraatit aus und wurde fraktionslose Abgeordnete. Sie kooperierte fortan mit der Inuit Ataqatigiit, ohne Parteimitglied zu sein. Erst im Dezember 2008 trat sie der Partei bei.
Bei der Parlamentswahl 2009 trat sie nicht mehr an. Stattdessen wurde sie Direktorin des Erwerbsrats der Kommuneqarfik Sermersooq. 2013 wurde sie als Gemeindedirektorin für öffentliche Dienste angestellt. Währenddessen ließ sie sich fortbilden. 2015 erhielt sie einen Master in Geschäftsverwaltung von der Universität Aalborg und 2017 wurde sie cand.scient.adm. von der Universität von Grönland. 2017 wurde sie zur Direktorin der Flughafengesellschaft Mittarfeqarfiit ernannt. 2019 trat sie von der Stelle zurück.
Marie Fleischer war von 2010 bis 2014 Aufsichtsratsmitglied bei Royal Greenland, davon ab 2012 als Vizevorsitzende. 2017 wurde sie Vorstandsmitglied bei Rotary in Nuuk und im selben Jahr Aufsichtsratsmitglied bei Nuup Bussii sowie bei der Stadtentwicklungsgesellschaft Siorarsiorfik (Nuuk City Development).